# Grabina (powiat kozienicki)
Grabina – wieś sołecka w Polsce, położona w województwie mazowieckim, w powiecie kozienickim, w gminie Grabów nad Pilicą.
| SIMC    | Nazwa   | Rodzaj    |
| ------- | ------- | --------- |
| 0621736 | Dębniak | część wsi |

W latach 1975–1998 miejscowość należała administracyjnie do województwa radomskiego.
Wierni kościoła rzymskokatolickiego należą do parafii Świętej Trójcy w Grabowie nad Pilicą.